# Günter Diwo
Günter Diwo (* 31. Mai 1933; † 15. März 2017) war ein deutscher Gewerkschafter und Politiker (CDU).

## Leben
Diwo arbeitete seit 1947 als Bergmann. 1950 bestand er die Knappen- und 1953 die Hauerprüfung. Seit 1970 war er Vorsitzender des Betriebsrates der Grube Ensdorf.
Diwo trat 1963 in die CDU ein. Er war Mitglied des Saarländischen Landtages, von 1974 bis 1975 als Nachrücker für den ausgeschiedenen Eduard Jakobs, von 1976 bis 1980 als Nachrücker für den ausgeschiedenen Erwin Sinnwell und von 1980 bis 1985 als gewählter Abgeordneter.
Diwo war Mitglied im Bergmannsverein St. Barbara Roden und zeitweise dessen 1. Vorsitzender.
Günter Diwo war verheiratet und hatte ein Kind.

## Ehrungen und Auszeichnungen
- 1985: Saarländischer Verdienstorden[3]